# Ярославец (тип судов)
Ярославец — название серии служебно-вспомогательных катеров.
К 1948 году в конструкторском бюро МСП был разработан и утвержден проект многоцелевого катера для нужд ВМФ и народного хозяйства. За основу был взят катер типа «Я» выпускавшийся в 1930—1940-х годах. Проект получил номер 376 и шифр «Север». В 1953 году на судостроительным заводе № 345 был спущен головной катер проекта. Катера проекта получили своё имя — «Ярославец» по названию предприятия. Вторым предприятием, где начали производство катеров, стал «Сосновский судостроительный завод» № 640 в Кировской области. Малые серии катеров строились на заводе в Руссе Новгородского района, на Красноярском судоремонтно-судостроительном заводе, заводе «Ленинская кузница», судоверфи им. Е.М. Ярославского в пос. Листвянка на Байкале, верфях в Варне в Болгарии.

## Модификации катеров
По начальному проекту предусматривалась разработка трех модификаций катера: рабочего, таможенного и водолазного которые можно было бы транспортировать ж/д транспортом.
На базе проекта были разработаны следующие модификации:
- Рейдовый катер, катер радиационной и химразведки, санитарный катер — 376;
- Разъездной рабочий катер — Р376; Р376У; РН376У
- Рейдовый рабочий катер модернизированный (буксирный катер) — РМ376;
- Учебный катер — РМУ376;
- Морской гидрографический промерный бот — Г376;
- Большой гидрографический катер типа «ГПБ-511» — Г376У;
- Рейдовый водолазный бот — РВ376, РВ376У
- Рейдовый водолазный бот с декомпрессионной камерой — РВК376;
- Пассажирский катер и для нужд народного хозяйства — РВН376У;
- Водолазный катер модернизированный — РВМ376 (03766);
- Рейдовый водолазный катер — РВМ376У;
- Катер-тральщик контактных и неконтактных мин (рейдовый тральщик) — Т376;
- Катерный тральщик образца 1957 года — Т376У
- Катер-торпедолов — Л376M;
- Катер-торпедолов образца 1962 года — Л376;
- Катер-торпедолов образца 1954 года — ТЛ376;
- Искатель донных мин и затонувших торпед — И376, И376У;
- Артиллерийский катер (вооруженный рейдовый бот) — В376;
- Большой сторожевой катер — РВ376, РВ376А;
- Среднее таможенное судно — РВК376
- Минометный катер — М376
- ПСКА для Азовского моря — П376 (03765)

### Модернизация
Дальнейшим развитием проекта является многоцелевой катер проекта 02220 «Ярославец-М». Катер разрабатывался как многоцелевой — патрульный, служебно-разъездной, прогулочный, для транспортировки различных грузов, буксировки малых судов, или катер обеспечения. Были улучшены комфорт и обитаемость катера, установлен дополнительный санузел и душ для команды. Головной катер (заводской номер 061) модернизированного проекта был спущен на воду на ОАО «Ярославский судостроительный завод» 25 июня 2015 года. Основные характеристики судна:
- Длина — 19,75 м,
- Ширина — 3,98 м,
- Осадка (средняя) — 1,2 м,
- Водоизмещение (полное) — 40,0 тонн,
- Пассажировместимость — 12 чел.,
- Двигатель — ЯМЗ-238Р (150 л. с.)

## Служба
Катера в различных модификациях были представлены во всех флотах СССР, позже России, где трудятся по настоящее время.
- Дважды Краснознамённый Балтийский флот: РК-17, РК-170, РК-2052, БГК-719, РК-2066, РК-2067, РК-2069.
- Краснознамённая Каспийская флотилия: БГК-160, РВК-887, ОК-08
- Краснознамённый Тихоокеанский флот: РК-527, РК-964, РК-1153, РК-2036, РВК-2049,
- Краснознамённый Северный флот: РК-1351, РК-2047.
- Краснознамённый Черноморский флот: РК-25, РК-51, РК-516, РК-518, РК-621, РК-636, РК-708, РК-2064, РВК-156, РВК-438, РВК-617, РВК-659, РВК-860.

После раздела ВМФ СССР катера типа «Ярославец» продолжили службу в Армении, Белоруссии, Латвии (1 в администрации Рижского порта), Литве (1 гидрографический катер), Украине, Эстонии.
Также катера были экспортированы в следующие страны:
- Албания: 11 единиц
- Болгария: 34 единицы (построенные в Руссе катера пр. Р376 и катера, построенные на Варненском судостроительном заводе)
- Украина: 4 единицы
- Вьетнам: 10 единиц
- Египет: 2 единицы
- Ирак: 3 единицы
- Кампучия: 1 единица